# Troisfontaines
Troisfontaines là một xã trong vùng Grand Est, thuộc tỉnh Moselle, quận Sarrebourg, tổng Sarrebourg. Tọa độ địa lý của xã là 48° 40' vĩ độ bắc, 07° 07' kinh độ đông. Troisfontaines nằm trên độ cao trung bình là 300 mét trên mực nước biển, có điểm thấp nhất là 275 mét và điểm cao nhất là 446 mét. Xã có diện tích 12,85 km², dân số vào thời điểm 1999 là 1315 người; mật độ dân số là 101,9 người/km².